# Limburg Shotguns 2017
Questa voce raccoglie le informazioni riguardanti i Limburg Shotguns nelle competizioni ufficiali della stagione 2017.

## FAFL Division II 2017

### Stagione regolare
| Beverlo 19 febbraio 2017, ore 15:00 1ª giornata | Limburg Shotguns | 44 – 0 | Waasland Wolves |  |

| Stekene 26 febbraio 2017, ore 12:00 2ª giornata | Limburg Shotguns | 26 – 6 | Leuven Lions |  |

| Izegem 12 marzo 2017, ore 15:00 3ª giornata | Izegem Tribes | 6 – 33 | Limburg Shotguns |  |

| Korbeek-Lo 26 marzo 2017, ore 12:00 4ª giornata | Waasland Wolves | 0 – 50 | Limburg Shotguns |  |

| Beverlo 9 aprile 2017, ore 14:00 5ª giornata | Limburg Shotguns | 34 – 12 | Izegem Tribes |  |

| Korbeek-Lo 21 maggio 2017, ore 14:00 8ª giornata | Leuven Lions | 25 – 16 | Limburg Shotguns |  |

### Playoff
| 4 giugno 2017, ore 14:00 Semifinale | Limburg Shotguns | 50 – 0 (d.g.s.) | Waasland Wolves |  |

| Beringen 10 giugno 2017, ore 19:00 FAFL Bowl | Limburg Shotguns | 22 – 0 | Izegem Tribes |  |

| Beringen 25 giugno 2017, ore 14:00 Spareggio promozione | Limburg Shotguns | - – - | Antwerp Argonauts |  |

## Statistiche di squadra
| Competizione             | %Vittorie | In casa | In casa | In casa | In casa | In casa | In casa | In trasferta | In trasferta | In trasferta | In trasferta | In trasferta | In trasferta | Totale | Totale | Totale | Totale | Totale | Totale |
| Competizione             | %Vittorie | G       | V       | N       | P       | Pf      | Ps      | G            | V            | N            | P            | Pf           | Ps           | G      | V      | N      | P      | Pf     | Ps     |
| ------------------------ | --------- | ------- | ------- | ------- | ------- | ------- | ------- | ------------ | ------------ | ------------ | ------------ | ------------ | ------------ | ------ | ------ | ------ | ------ | ------ | ------ |
| FAFL - Stagione regolare | .833      | 3       | 3       | 0       | 0       | 104     | 18      | 3            | 2            | 0            | 1            | 99           | 31           | 6      | 5      | 0      | 1      | 203    | 49     |
| FAFL - Playoff           | .500      | 2       | 2       | 0       | 0       | 72      | 0       | 0            | 0            | 0            | 0            | 0            | 0            | 2      | 2      | 0      | 0      | 72     | 0      |
| Totale                   | .875      | 5       | 5       | 0       | 0       | 176     | 18      | 3            | 2            | 0            | 1            | 99           | 31           | 8      | 7      | 0      | 1      | 275    | 49     |